# Likovna umjetnost umjetne inteligencije
Likovna umjetnost umjetne inteligencije (skr. U.I/A.I) odnosi se na bilo koje umjetničko djelo stvoreno korištenjem umjetne inteligencije.

## Alati i procesi
Postoje mnogi mehanizmi za stvaranje umjetnosti umjetne inteligencije, uključujući proceduralno generiranje slika 'temeljeno na pravilima' korištenjem matematičkih uzoraka, algoritama koji simuliraju poteze kistom i druge oslikane efekte te algoritme umjetne inteligencije ili dubokog učenja kao što su generativne kontradiktorne mreže i transformatori.
Jedan od prvih značajnih umjetničkih sustava AI je AARON, koji je razvio Harold Cohen početkom 1960-ih. AARON je najznačajniji primjer umjetne inteligencije u eri GOFAI programiranja zbog svoje upotrebe pristupa temeljenog na simboličkim pravilima za generiranje tehničkih slika. Cohen je razvio AARON s ciljem da može kodirati čin crtanja. U svom primitivnom obliku, AARON je stvorio jednostavne crno-bijele crteže. Cohen će kasnije crteže dovršiti slikajući ih. Tijekom godina, također je počeo razvijati način da AARON također slika. Cohen je dizajnirao AARON za slikanje pomoću posebnih četkica i boja koje je odabrao sam program bez Cohenova posredovanja.
Od njihovog dizajna 2014., generativne suparničke mreže (GAN) često koriste AI umjetnici. Ovaj sustav koristi "generator" za stvaranje novih slika i "diskriminator" za odlučivanje koje se stvorene slike smatraju uspješnim. Noviji modeli koriste vektorsku kvantiziranu generativnu kontradiktornu mrežu i prethodnu obuku kontrastnog jezika – slike (VQGAN+CLIP).
DeepDream, koji je Google objavio 2015., koristi se konvolucijskom neuronskom mrežom za pronalaženje i poboljšanje uzoraka u slikama putem algoritamske pareidolije, stvarajući tako psihodelični izgled poput sna u namjerno pretjerano obrađenim slikama.
Nekoliko programa velikih tvrtki koristi AI za generiranje raznih slika na temelju različitih tekstualnih upita. Oni uključuju OpenAI-jev DALL-E koji je objavio niz slika u siječnju 2021.,  Google Brain Imagen i Parti koji je najavljen u svibnju 2022. i Microsoftov NUWA-Infinity.
Postoje mnogi drugi programi za generiranje umjetnosti pomoću umjetne inteligencije, u rasponu složenosti od jednostavnih mobilnih aplikacija namijenjenih potrošačima do prijenosnih računala Jupyter koji zahtijevaju snažne GPU-ove za učinkovit rad. Primjeri uključuju Midjourney i StyleGAN, između mnogih drugih.

## Prodaje
Aukcijska prodaja umjetnosti umjetne inteligencije održana je u aukcijskoj kući Christie's u New Yorku 2018., gdje je AI umjetničko djelo Edmonda de Belamy-ja prodano za $432.500, što je bilo gotovo 45 puta više od njegove procjene od 7.000 do 10.000 dolara. Umjetničko djelo izradio je "Obvious", pariški kolektiv.

## Pogledajte još
- Umjetna inteligencija